# 对称防御
对称防御是國際象棋的一種開局方式，走法為：
1.d4 d5 2.c4 c5